# Бирюлёвский лесопарк
Бирюлёвский лесопарк — лесной массив на юге Москвы, между лесопарком Царицыно, Шипиловским проездом, МКАД, Лебедянской и Липецкой улицами.
Площадь парка около 165 га. Входит в состав природно-исторического парка Царицыно. В состав самого лесопарка входит Бирюлёвский дендрарий, расположенный в его западной части.

## География парка

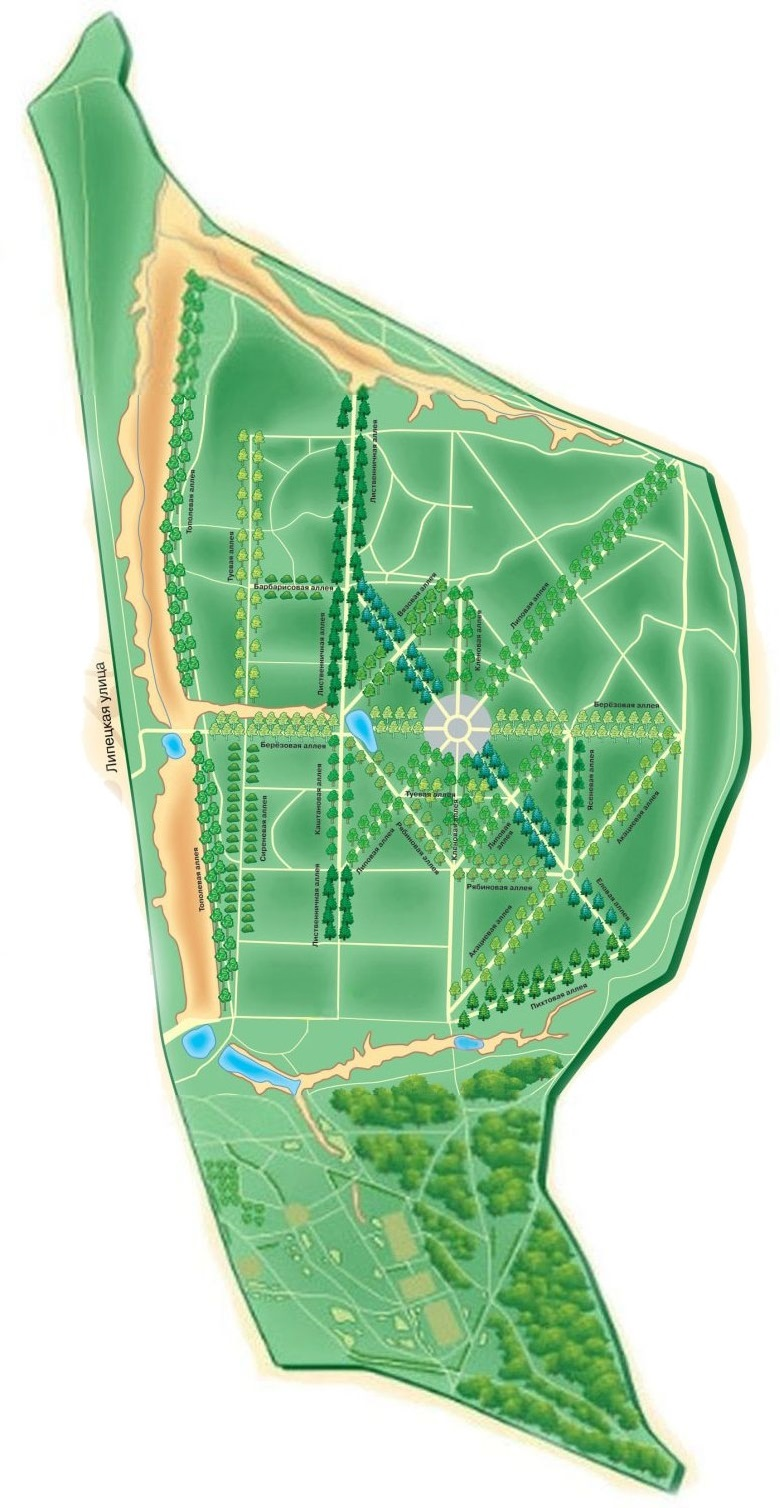
Карта (схема) Бирюлевского лесопарка

Лесопарк находится на Теплостанской возвышенности. Вдоль его северо-восточной окраины в глубокой долине протекает река Язвенка (памятник природы с 1991 года), в западной части — Бирюлёвский ручей с прудом в верховьях, в юго-западной части находится ещё один пруд. Около половины[уточнить] парка огорожено забором с колючей проволокой и объявлено[кем?] закрытой охраняемой территорией.

## Флора
Второй среди парков Москвы по количеству редких пород деревьев и кустарников (после Ботанического сада). В парке произрастают хвойные растения, есть березняки и дубняки, вяз, липа и другие широколиственные породы. Созданы живописные композиции — поляны с декоративными кустарниками, многочисленные аллеи. Произрастают ландыш майский, медуница, колокольчик раскидистый и другие красиво цветущие травы; в культурах сосны местами доминирует барвинок малый.

## Фауна
В лесопарке обитают крот, белка, заяц-беляк, ласка, гнездятся три вида хищных птиц, иволга, певчий дрозд, лесной конёк, корольки и другие.